# Geoff Tate
Geoff Tate, född Jeffrey Wayne Tate 14 januari 1959 i Stuttgart, Västtyskland, är en amerikansk sångare och låtskrivare, främst känd som originalsångare i progressiv metal-bandet Queensrÿche.
Tate sparkades från Queensrÿche 2012, och efter en rättsprocess, har han fortsatt turnera som soloartist och ge ut musik. Tate anses vara en av de främsta hårdrocksångarna genom tiderna. 

## Diskografi
Soloalbum
- 2002 – Geoff Tate
- 2012 – Kings & Thieves

Studioalbum med Queensrÿche
- 1984 – The Warning
- 1986 – Rage for Order
- 1988 – Operation: Mindcrime
- 1990 – Empire
- 1994 – Promised Land
- 1997 – Hear in the Now Frontier
- 1999 – Q2K
- 2003 – Tribe
- 2006 – Operation: Mindcrime II
- 2007 – Take Cover
- 2009 – American Soldier
- 2011 – Dedicated to Chaos
- 2013 – Frequency Unknown

Studioalbum med Operation: Mindcrime
- 2015 – The Key
- 2016 – Resurrection